# Eupomatiaceae
Las eupomatiáceas o Eupomatiaceae son una familia de angiospermas del orden Magnoliales. Consta de un único género Eupomatia con tres especies, que se distribuyen por Nueva Guinea y Australia oriental. La especie tipo es E. laurina (Robert Brown, 1814).

## Descripción
- Arbustos o subarbustos rizomatosos con tubérculos radicales amiláceos blandos. Indumento ausente o presente en las ramillas.
- Hojas dísticas, simples, enteras, pinnatinervias, broquidódromas, pecioladas, sin estípulas, con idioblastos secretores, aromáticas. Estomas paracíticos o actinocíticos, sólo en el envés foliar.
- Tallos con nodos (5-)7(-11)-lacunares, radios uni- o multicelulares, médula no septada.[1]
- Plantas hermafroditas.
- Flores perfectas, crema o rojas y amarillas, 30-40 mm de diámetro, actinomorfas, espirales, epíginas, solitarias, axilares o terminales, a veces en fascículos de 2-3, con 1-2 brácteas soldadas formando una caliptra.[2] Receptáculo urceolado (en forma de olla). Sépalos y pétalos ausentes; estambres 20-100, tetrasporangiados, petaloides, filamentos cortos, anchos, anteras basifijas, introrsas, longitudinalmente dehiscentes, conectivo prolongado; estaminodios intrastaminales 40-80, petaloides, con glándulas en el limbo y los bordes; estambres y estaminodios soldados basalmente formando un sinandrio caduco; carpelos 13-70, sincárpicos, soldados más de la mitad de su longitud, formando una estructura aplanada apicalmente, estilos ausentes, estigmas planos, papilosos; óvulos 2-11 por carpelo, anátropos, apótropos, bitégmicos, crasinucelados; placentación sublaminar, en dos series a lo largo del lado ventral del carpelo.
- Fruto compuesto en baya carnosa.
- Semillas con endospermo carnoso a oleoso, ruminado, embrión recto, pequeño, con 2 cotiledones.
- Polen subgloboso, zonizonasulcado, exina atectada, psilada.
- Número cromosómico: n = 10, 2n = 20.

## Ecología
Flores protóginas y autocompatibles, con reducción del autocruzamiento mediante hercogamia, sincronización diurna de la antesis y tendencia de la misma planta a no florecer dos días seguidos. La antesis dura uno o dos días, en el punto álgido la flor se comporta funcionalmente como femenina, mostrando el gineceo, los estaminodios abiertos, mientras los estambres quedan reflejos por debajo de la flor; después se comporta como masculina, y los estaminodios intrastaminales se pliegan hacia dentro, ocultando el gineceo, y los estambres se erigen. Los estaminodios segregan un exudado aceitoso y emiten olor a fruta, que atraen escarabajos, sobre todo del género Elleschodes (Curculionidae), que visitan las flores en ambas fases y los sinandrios caídos al suelo (polinización cantaridófila). La dispersión de los frutos (dulzones y aromáticos) parecen efectuarla aves y mamíferos (zoocoria); los frutos son comestibles para el hombre.
Especies propias de hábitat tropical y de la selva lluviosa, desde el nivel del mar hasta los 1300 m de altitud.

## Fitoquímica
Presencia de lignanos y alcaloides (sampangina, eupolauridina, eupomatidina 1, liriodenina y lanuginosina, antimicrobianos y antifúngicos) poco usuales, así como de proantocianidinas, cianidina y flavonoides, en particular velutina. Iridoides, flavonoles y ácido elágico ausentes. Cianogénesis ausente.

## Usos
La vistosa madera de E. laurina es muy apreciada, así como sus frutos, que se usan para la confección de bebidas, mermeladas y pastelería tradicional australiana.

## Posición sistemática
Las eupomatiáceas han sido correctamente asociadas desde su descripción con Annonaceae en el orden Magnoliales. El APW (Angiosperm Phylogeny Website) considera que es el grupo hermano de la familia Annonaceae en el clado terminal de la evolución del orden (cf. AP-website).

## Táxones específicos incluidos
- Especie Eupomatia barbata Jessup, 2002[5]

Australia oriental
- Especie Eupomatia bennettii F. Muell., 1858

Australia oriental. Se la denomina bolwarra menor. Arbusto de hasta 1,4 m de altura, apenas ramificado; hojas oblanceoladas a oblongas, 80-200 × 25-50 mm, peciolo decurrente en el tallo, limbo gradualmente cuneado en la base; flores de unos 25 mm de diámetro, pedicelos 5 mm; estambres 8-12 mm, amarillos, los internos teñidos de rojo; estaminodios rojo oscuros; baya obcónica, 20-30 mm de diámetro, verde, amarilla en la madurez. 2n = 20.
- Especie Eupomatia laurina R. Br., 1814

Nueva Guinea, Australia oriental. Es la bolwarra de los australianos. Arbusto de hasta 6 m de altura, muy ramificado; hojas brillantes, oblongo-elípticas, de 70-120 × 20-50 mm, peciolo no decurrente, de unos 3 mm; flores de unos 20 mm de diámetro; estambres blancos a crema, estaminodios blancuzcos; fruto verdeamarillento, de 15-20 mm de diámetro, pardo en la madurez. Polinizada exclusivamente por el gorgojo Elleschodes hamiltonii. 2n = 20.